# New Hope
New Hope (česky Nová naděje) je město v Alabamě na jihu Spojených států amerických. Má přibližně 2 500 obyvatel, z toho tvoří více než 90 % běloši.

## Dějiny
New Hope bylo založeno v roce 1829 Williamem Cloudem, původně jako Cloud's Town, již v roce 1832 se přejmenovalo na Vienna („Vídeň“). V květnu 1864, během války Severu proti Jihu, obsadila město vojska Unie pod velením poručíka Alfreda Reeda. V prosinci téhož roku vojáci osadu vypálili. V roce 1883 byla obnovena jako New Hope.